# Vitögd falk
Vitögd falk (Falco rupicoloides) är en fågel i familjen falkar inom ordningen falkfåglar.

## Utseende och läte
Vitögd falk är stor och ljust brun tornfalksliknande fågel. Ryggen är kraftigt tecknad med svart och den grå stjärten har breda svarta band. Ögat är karakteristiskt ljust. Bland lätena hörs ljusa skrin och mycket mörkare skall. 

## Utbredning och systematik
Vitögd falk delas in i tre underarter med följande utbredning:
- Falco rupicoloides fieldi – förekommer i Etiopien och Somalia
- Falco rupicoloides arthuri – förekommer i Kenya och nordöstra Tanzania
- Falco rupicoloides rupicoloides – förekommer på akaciastäpper i södra Afrika

## Status och hot
Arten har ett stort utbredningsområde och en stor population med stabil utveckling och tros inte vara utsatt för något substantiellt hot. Utifrån dessa kriterier kategoriserar internationella naturvårdsunionen IUCN arten som livskraftig (LC).

## Levnadssätt
Vitögd falk hittas i halvöken, gräsmarker och torr savann. Den ses ofta sitta synligt i ett isolerat träd.

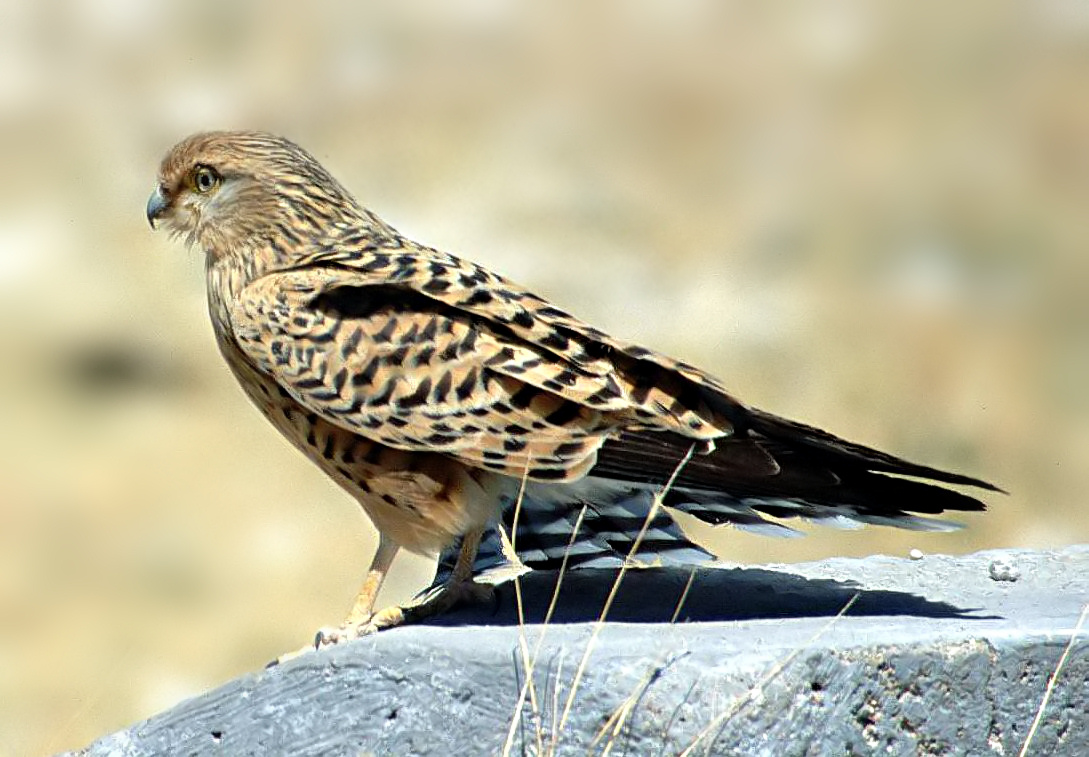
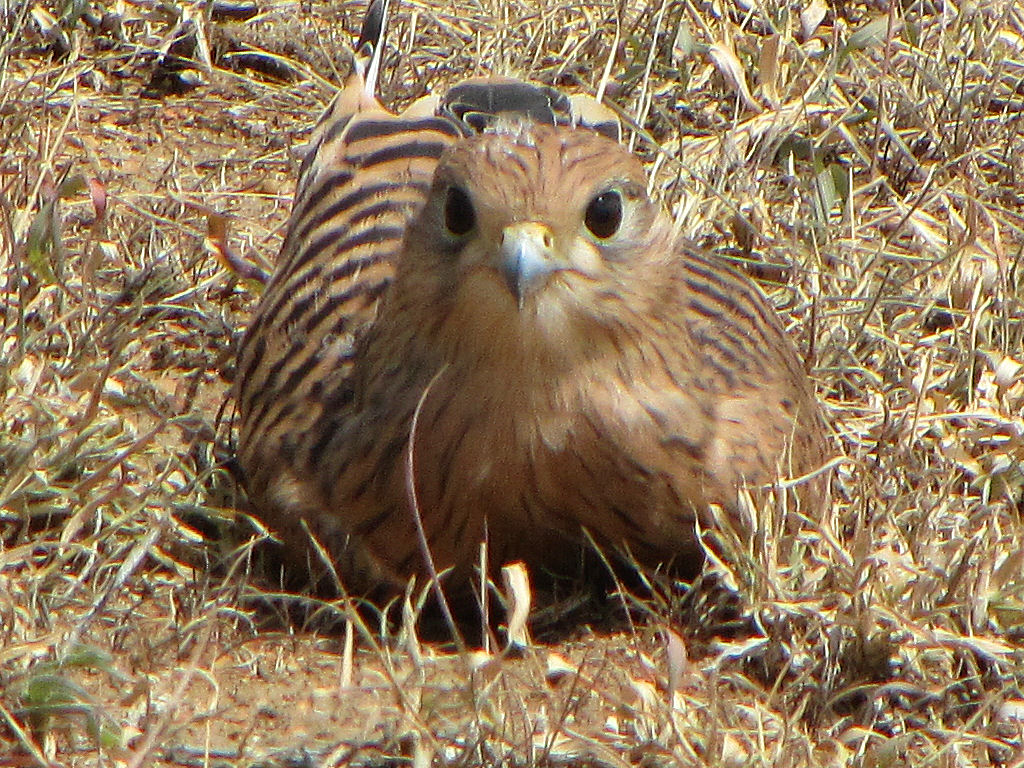